# Salem (Kentucky)
Salem – miasto w Stanach Zjednoczonych, w stanie Kentucky, w hrabstwie Livingston.